# Nösslachjoch
Das Nösslachjoch, auch Steinacher Jöchl genannt, ist ein 2231 m ü. A. hoher Berg in den Stubaier Alpen in Tirol.

## Lage und Umgebung
Das Nösslachjoch liegt südlich von Steinach am Brenner, es ist der nordöstlichste Gipfel des Kammes, der das Gschnitztal vom Obernbergtal trennt. Am östlichen Hang zum Wipptal liegt der namensgebende Ort Nösslach der Gemeinde Gries am Brenner. Das Nösslachjoch liegt in den Gemeindegebieten von Steinach, Trins und Gries am Brenner, die sich am Gipfel treffen.
Es handelt sich um eine sanfte Bergkuppe, die bis zum Gipfel von Almmatten bewachsen ist. Darunter schließt ein Lärchenwald an. Das Gipfelkreuz steht auf einer etwas niedrigeren Erhebung (2221 m ü. A.) nordnordöstlich vom eigentlichen Gipfel. Der Berg ist Teil des Landschaftsschutzgebietes Nößlachjoch – Obernberger See – Tribulaune.

## Geologie und Bergbau
Das Nösslachjoch ist Teil der Steinacher Decke, die sich als tektonische Decke zwischen Gschnitztal und Pflerschtal erstreckt. Diese besteht aus Quarzphyllit mit eingeschlossenen Linsen von Eisendolomit. Am Südosthang des Nösslachjochs finden sich in einer Höhe von rund 1700 bis 1900 m pflanzenfossilführende Anthrazitkohle-Flöze aus dem Oberkarbon. Ab dem 19. Jahrhundert wurde hier Kohle abgebaut, die anfangs nicht als Brennstoff, sondern als Naturfarbe, insbesondere zum Färben von Tabak, verwendet und Nösslacher Schwarzerde genannt wurde. Mit der gestiegenen Nachfrage wurde die Kohle ab den 1930er Jahren bergmännisch abgebaut. Insgesamt wurden fünf Stollen mit einer Gesamtlänge von rund 1300 m angelegt. In den 1940er und 50er Jahren wurden rund 5000 Tonnen Steinkohle pro Jahr gewonnen. Aufgrund der schlechten Verwertbarkeit und der Erschöpfung der Vorräte wurde der Abbau 1953 eingestellt.
2006 wurde der Bergwerksweg Nösslachjoch angelegt, der Einblicke in den historischen Bergbau ermöglicht.

## Nutzung
An den nördlichen und östlichen Hängen befindet sich das Schigebiet Bergeralm, dessen Liftanlagen bis knapp unter den Gipfel reichen. Auch für Schitouren ist der Berg beliebt.